# S-WORD
S-WORD（スウォード、本名：下村 善正（しもむらよしまさ）、1975年10月24日 - ）は、日本のヒップホップMC。NITRO MICROPHONE UNDERGROUNDの旧メンバーとしても知られる。東京都新宿区出身。叔父は日本の法学者の下村康正。

## 概要・人物
しわがれた渋い声が特徴。MC名の由来は、MACKA-CHINと小田原城に行ったときに、城内に飾られてあった日本刀を見て名付けられた。後にMUROによってSとWの間にハイフンが付け足された。歌詞に当て字や記号を用いる事もある。NITRO MICROPHONE UNDERGROUNDの楽曲や客演した曲ではフック（サビ）を担当することが多く、ラップのときも音階を重視して歌う事が多い。ONE PIECE愛好者。

### ファッション関連
ファッションブランド「NITRAID（旧:nitrow）」のクリエイティブディレクターを、NITRO MICROPHONE UNDERGROUNDのメンバーであるXBS、GORE-TEXと共に務めた。また、ストリート系の多くのファッション誌に登場している。ハットなどの被り物やストールを着用することが多い。

## 来歴
- 1990年代後半から都内クラブを中心にMACKA-CHIN、GORE-TEXらと共にライブ活動を始める。その後、MUROがプロデュースした渋谷のショップ『SAVAGE!』にてニューヨークを中心とした洋服雑貨のバイヤーを担う傍ら、MUROのサイドMCを日本全国各地で務める。

- 1998年
  - MUROのシングル『K.M.W.(King Most Wanted)』の6曲目、「WEEKEND FUNK #7」にフィーチャリングされ、初のレコーディングを果たす。

- 1999年
  - 12inchシングル「A Smokin' Bluff」でソロデビュー。自らそのミュージック・ビデオ（以下MV）の制作にも関与。

- 2000年
  - 6月24日、シングル「Neo Phyte」を発売。

- 2001年
  - 10inchシングル「MADE IN TOKYO」を発売。その後、Def Jam Japanと契約。

- 2002年
  - 3月27日、メジャー1stシングル「KROSS OVA'＜斬＞-swisherz deftime fliez-」でメジャー・デビュー。
  - 5月22日、2ndシングル「THE ANSWER feat. CHRISTINA MILIAN」を発売。Nasなどを手掛けたアメリカのトラックメイカーLofeyがプロデュースし、クリスティーナ・ミリアンと共演。MVがMTVのBUZZ CLIPとして日本のみならずアジア各国でオンエアされた。
  - 6月5日、メジャー1stフルアルバム『ONE PIECE』を発売。アメリカのプロデューサーKENNY DOPEやLord Finesseが制作に携わった。オリコンデイリーチャートで初登場3位、オリコンウィークリーチャートで初登場7位。初動10万枚のセールスを記録。
  - 初の全国ソロツアー『KROSS OVA’JAPAN TOUR』を開催。
  - ブリトニー・スピアーズの東京ドーム公演でのフロントアクトに出演し、クリスティーナ・ミリアンと共演。
  - JAY-Zの初来日公演でのフロントアクトに出演。
  - DOUBLEの楽曲・ライブでの客演や、椎名純平との共演を行った。
  - 12月18日、ミニアルバム『FORTUNE』をリリース。『ONE PIECE』収録曲のリミックスと新曲。MV、ツアー映像などを収録したDVDも付属されている。

- 2003年
  - 4月2日、3rdシングル「FIGHT FOR YOUR RIGHT」を発売。ビースティ・ボーイズをカバー。
  - 6月11日、4thシングル「WRAP MUZIK」を発売。藤原ヒロシが楽曲を提供した。
  - 7月16日、2ndアルバム『STARILL WARZ』をリリース。アメリカのトラックメーカーJUST BLAZEや、プロデューサーRASHAD SMITHなど海外プロデューサーも楽曲を提供し、自身初となるニューヨークでのレコーディングを経験する。
  - 8月21日発売のPlayStation 2の格闘ゲームソフト「Def Jam Vendetta」（エレクトロニック・アーツ）に、同じく当時Def Jam Japanと契約していたDABOと共にゲーム・キャラクターとして登場。

- 2004年
  - クリスティーナ・ミリアンのシングル「Dip it low」のリミックスに客演。ロサンゼルスでの同シングルのMV撮影にも参加。
  - コンピレーション・アルバム『Def Jamaica』の「ANYTHING GOES/WAYNE WONDER feat. CNN(CAPONE&N.O.R.E.) & LEXXUS & S-WORD」に参加。
  - 香港のヒップホップグループLazy Mutha Fuckaの中心メンバーでありプロデューサーでもあるDBF（陳匡榮）のソロアルバム『UNBREAKABLE』への参加など海外のアーティストとのコラボレーションも積極的に果たす。
  - 9月22日発売のフジテレビ系アニメ『サムライチャンプルー』サウンドトラック『impression』の楽曲「日出ズルSTYLE」にFORCE OF NATURE feat.SUIKEN & S-WORDとして参加。

- 2005年
  - 7月20日、SUIKENとのユニットSUIKEN×S-WORDによる2枚組アルバム『HYBRID LINK』をリリース。MV撮影とともに、初のロサンゼルスでのレコーディング。
  - 音楽レーベル『NITRICH』、「NITRAID」を擁するアパレル『UNDERGROUND』、また自身のパーソナル活動を支える『DISCOVERYONE.ENTERPRISE』の3つの会社を立ち上げ、各会社の企画・運営・経営に携わる。『NITRAID』では、年2回の展示会を行っていた。

- 2008年
  - 11月5日、自身初のセルフプロデュース配信限定シングル「I JUST BE...」を配信。3rdアルバム『KING OF ZIPANG』をリリース。収録曲「MY PLEASURE」では藤井リナをフィーチャーした。どちらも携帯配信サイトcoolsoundにて、ヒップホップ・R&B部門での配信ランキング一位を長期独占。
  - クラブサーキットツアーとして、日本全国でライブを行う。

- 2010年
  - NEWERA JAPANの新しいブランドラインである“EK by NEWERA”とS-WORD のコラボハット『THE BLACK ONE』をリリース。少数限定だった為、発売30分で完売[2]。

- 2015年
  - NITRO MICROPHONE UNDERGROUNDのメンバーでもあるMACKA-CHIN、SUIKEN、DABOと共にユニット東京弐拾伍時を結成。この名義でミニアルバム『TOKYO 25:00』をリリース[3]。
- 2020年
  - 1月30日、TSUTAYA O-EASTで開催されたワンマンライブ「LIVE20」を持って、NITRO MICROPHONE UNDERGROUNDを脱退。

## ディスコグラフィ

### 客演
| 楽曲名                  | アーティスト                                                                                          | 収録作品                    |
| ----------------------- | --- | --------------------------- |
| WEEKEND FUNK #7         | MURO feat. GORE-TEX, S-WORD, BOO, G.K.MARYAN, TINE, RED VAN WINKLE                                    |                             |
| BROTHER OF RISING FUNK  | BOO feat. GORE-TEX, S-WORD                                                                            |                             |
| 悪戯                    | DELI feat. GORE-TEX, SUIKEN, S-WORD, DABO                                                             |                             |
| 煙立つ東京              | DJ OASIS feat. S-WORD, DABO                                                                           | 東京砂漠                    |
| カモフラ                | SHAKKAZOMBIE feat. S-WORD                                                                             |                             |
| 無情 (DJ WATARAI REMIX) | 椎名純平 feat. S-WORD                                                                                 |                             |
| 4 MINUTES OF YELL       | DELI feat. S-WORD                                                                                     | DELTA EXPRESS LIKE ILLUSION |
| 適当強盗 a.k.a 春夏秋冬 | MACKA-CHIN feat. S-WORD, XBS, DABO, BIGZAM, GORE-TEX, SUIKEN, DELI                                    | CHIN ATTACK                 |
| 090                     | NUMB × S-WORD                                                                                         |                             |
| YOU GOT TO              | DOUBLE feat. S-WORD                                                                                   |                             |
| W STEAL                 | MURO feat. SUIKEN, S-WORD                                                                             | Sweeeet Baaad A*s Encounter |
| YOU GOT TO PART 2       | DOUBLE feat. S-WORD                                                                                   |                             |
| 東京湾中毒              | MACKA-CHIN feat. S-WORD                                                                               |                             |
| ココ東京                | AQUARIUS feat. BIG-O, DABO, S-WORD                                                                    |                             |
| シャボン玉 remix        | DELI, MIKRIS, MACKA-CHIN feat. Tina, S-WORD                                                           |                             |
| EXTRA NEGOTIATION Pt.2  | XBS feat. S-WORD                                                                                      |                             |
| ANYTHING GOES (REMIX)   | CNN(CAPONE & N.O.R.E.) feat. WAYNE WONDER & LEXXUS, S-WORD                                            |                             |
| DIP IT LOW              | CHRISTINA MILIAN feat. S-WORD                                                                         |                             |
| GODZILRAH               | S-WORD + DUB SQUAD                                                                                    |                             |
| 日出ズルSTYLE           | FORCE OF NATURE feat. SUIKEN & S-WORD                                                                 |                             |
| 美ら                    | MABO feat. SUIKEN & S-WORD                                                                            |                             |
| SOUND of SAVAGE!        | MURO feat. GORE-TEX, SUIKEN, S-WORD, KASHI DA HANDSOME, GORIKI, JOE-CHO, HIKO                         |                             |
| I'm here                | YAKKO feat. DABO, S-WORD                                                                              |                             |
| REAL TOKYO SHIT         | MURO feat. S-WORD                                                                                     |                             |
| Midnight Dancehall      | Mr.Itagaki a.k.a. Ita-Cho feat. S-WORD, BUTCHER                                                       |                             |
| OHH CHILD               | AQUARIUS feat. S-WORD etc                                                                             |                             |
| 東京弐拾伍時            | DABO, MACKA-CHIN, SUIKEN & S-WORD                                                                     |                             |
| SEASON4                 | DJ Deckstream feat. S-WORD & RINO LATINA II                                                           | DRESS CODE                  |
| THE BLACK ONE           | DJ SOULJAH Feat. 2WIN (T-PABLOW & YZERR), WIZE (TERIYAKI BOYZ), S-WORD (NITRO MICROPHONE UNDERGROUND) | Be My Guest                 |